# یوداتنا
یوداتنا (به لاتین: Udatenna) یک منطقهٔ مسکونی در سری‌لانکا است که در استان مرکزی (سری‌لانکا) واقع شده‌است.